# Lijst van rijksmonumenten aan de Prinsengracht (Noordwest)
Een overzicht van de 457 rijksmonumenten aan de Prinsengracht in Amsterdam.
Het overzicht is opgesplitst in drie delen. Dit is het noordwestelijk deel vanaf de Brouwersgracht tot de Raadhuisstraat. Dit zijn de nummers 1 t/m 281 aan de oneven zijde en 2 t/m 182 aan de even zijde. 
Zie ook de lijst van het zuidwestelijk  gedeelte vanaf de Raadhuisstraat tot de Leidsestraat. Dat zijn de nummers 283 t/m 707 aan de oneven zijde en 184 t/m 444 aan de even zijde.
Zie ook de lijst van het zuidelijke gedeelte  vanaf de Leidsestraat tot de Amstel. Dat zijn de nummers 709 en hoger aan de oneven zijde en 426 en hoger aan de even zijde.
| Object | Oorspronkelijke functie? | Bouwjaar                                            | Architect          | Locatie            | Coördinaten?                  | Nr.?   | Afbeelding                                                     |
| --- | ------------------------ | --------------------------------------------------- | ------------------ | ------------------ | ----------------------------- | ------ | -------------------------------------------------------------- |
| Pand met gevel met punttop | Gebouw                   | 18e/19e eeuw                                        |                    | Prinsengracht 1A   | 52° 22' 49" NB, 4° 53' 19" OL | 4243   | Meer afbeeldingen                                              |
| Pand met gevel onder rechte lijst voor ouder huis | Gebouw                   | midden 19e eeuw                                     |                    | Prinsengracht 3A   | 52° 22' 48" NB, 4° 53' 18" OL | 4244   | Meer afbeeldingen                                              |
| Pand met gevel onder rollagentop | Gebouw                   | 18e/19e eeuw                                        |                    | Prinsengracht 5A   | 52° 22' 48" NB, 4° 53' 18" OL | 4245   | Meer afbeeldingen                                              |
| Voormalige pastorie van de Augustijnenstatie "De Posthoorn" | Gebouw                   | ca. 1750                                            |                    | Prinsengracht 7    | 52° 22' 48" NB, 4° 53' 18" OL | 4246   | Meer afbeeldingen                                              |
| Gevel in traditionele vormen, onder rechte lijst voor ouder huis | Woonhuis                 | derde kwart 19e eeuw                                |                    | Prinsengracht 9    | 52° 22' 48" NB, 4° 53' 18" OL | 4247   | Meer afbeeldingen                                              |
| Pand met gevel onder rechte lijst | Gebouw                   | 18e/19e eeuw                                        |                    | Prinsengracht 11A  | 52° 22' 47" NB, 4° 53' 18" OL | 4248   | Meer afbeeldingen                                              |
| Pand met gevel, samen met die van nr 15 onder rechte lijst met consoles                                                                                                  | Woonhuis                 | ca. 1800                                            |                    | Prinsengracht 13   | 52° 22' 47" NB, 4° 53' 18" OL | 4249   | Meer afbeeldingen                                              |
| Pand met gevel, samen met die van nr 13 onder rechte lijst met consoles                                                                                                  | Werk-woonhuis            | ca. 1800                                            |                    | Prinsengracht 15   | 52° 22' 47" NB, 4° 53' 17" OL | 4250   | Meer afbeeldingen                                              |
| Pand met gevel onder rechte lijst | Gebouw                   | ca. 1800                                            |                    | Prinsengracht 17   | 52° 22' 47" NB, 4° 53' 17" OL | 4251   | Meer afbeeldingen                                              |
| Pand met gevel onder rechte lijst | Woonhuis                 | ca. 1800                                            |                    | Prinsengracht 19A  | 52° 22' 47" NB, 4° 53' 17" OL | 4252   | Meer afbeeldingen                                              |
| Pand met gevel onder rechte lijst met dakkapel | Gebouw                   | 18e eeuw (pand) 19e eeuw (dakkapel)                 |                    | Prinsengracht 21   | 52° 22' 47" NB, 4° 53' 17" OL | 4253   | Meer afbeeldingen                                              |
| Pand met gevel onder gesneden rechte lijst | Gebouw                   | laatste kwart 18e eeuw                              |                    | Prinsengracht 23   | 52° 22' 47" NB, 4° 53' 17" OL | 4254   | Meer afbeeldingen                                              |
| Pand met halsgevel van bijzondere vorm, met lisenen in de hals en klokvormige bekroning op een lijst                                                                     | Gebouw                   | tweede kwart 18e eeuw                               |                    | Prinsengracht 25   | 52° 22' 46" NB, 4° 53' 17" OL | 4255   | Meer afbeeldingen                                              |
| Pand met rijk versierde halsgevel | Gebouw                   | tweede kwart 18e eeuw                               |                    | Prinsengracht 27   | 52° 22' 46" NB, 4° 53' 17" OL | 4256   | Meer afbeeldingen                                              |
| Pand verbouwd, verhoogd en voorzien van een nieuw dak | Woonhuis                 | 17e/18e eeuw (pand) tweede 19e eeuw (verb.)         |                    | Prinsengracht 37   | 52° 22' 46" NB, 4° 53' 16" OL | 4257   | Meer afbeeldingen                                              |
| Pand met gevel onder rechte lijst | Gebouw                   | ca. 1750 (pand) lijst (derde kwart 19e eeuw)        |                    | Prinsengracht 39   | 52° 22' 45" NB, 4° 53' 16" OL | 4258   | Meer afbeeldingen                                              |
| Pand met gevel onder rechte lijst | Gebouw                   | eerste helft 19e eeuw                               |                    | Prinsengracht 41   | 52° 22' 45" NB, 4° 53' 16" OL | 4259   | Meer afbeeldingen                                              |
| Pand met gevel onder rechte lijst | Woonhuis                 | 18e/19e eeuw                                        |                    | Prinsengracht 51   | 52° 22' 45" NB, 4° 53' 15" OL | 4260   | Meer afbeeldingen                                              |
| Pakhuis met puntgevel | Gebouw                   | 18e eeuw                                            |                    | Prinsengracht 53   | 52° 22' 45" NB, 4° 53' 15" OL | 4261   | Meer afbeeldingen                                              |
| Pand met gevel onder gesneden rechte lijst | Woonhuis                 | eerste kwart 19e eeuw                               |                    | Prinsengracht 71A  | 52° 22' 44" NB, 4° 53' 15" OL | 4262   | Meer afbeeldingen                                              |
| Pand met gevel onder rechte lijst met dakkapel | Gebouw                   | 18e/19e eeuw                                        |                    | Prinsengracht 73   | 52° 22' 44" NB, 4° 53' 15" OL | 4263   | Meer afbeeldingen                                              |
| Pand met rijk versierde halsgevel | Gebouw                   | 18e eeuw                                            |                    | Prinsengracht 77   | 52° 22' 44" NB, 4° 53' 14" OL | 4264   | Meer afbeeldingen                                              |
| Pand met klokgevel | Gebouw                   | derde kwart 18e eeuw                                |                    | Prinsengracht 79   | 52° 22' 43" NB, 4° 53' 15" OL | 4265   | Meer afbeeldingen                                              |
| Pand met halsgevel | Gebouw                   | derde kwart 18e eeuw                                |                    | Prinsengracht 81   | 52° 22' 44" NB, 4° 53' 14" OL | 4266   | Meer afbeeldingen                                              |
| Pand met gepleisterde gevel onder rechte lijst, voorzien van gekuifde vensteromlijstingen                                                                                | Gebouw                   | derde kwart 19e eeuw                                |                    | Prinsengracht 83   | 52° 22' 43" NB, 4° 53' 14" OL | 4267   | Meer afbeeldingen                                              |
| De Star | Gebouw                   | 1804                                                |                    | Prinsengracht 89   | 52° 22' 43" NB, 4° 53' 14" OL | 4268   | Meer afbeeldingen                                              |
| Pand met klokgevel | Woonhuis                 | derde kwart 18e eeuw                                |                    | Prinsengracht 135  | 52° 22' 42" NB, 4° 53' 13" OL | 4269   | Pand met klokgevel                                             |
| Pand met gevel onder rechte lijst | Woonhuis                 | 18e/19e eeuw                                        |                    | Prinsengracht 145A | 52° 22' 42" NB, 4° 53' 13" OL | 4270   | Meer afbeeldingen                                              |
| Pand met gepleisterde gevel, waarop fantasietop | Gebouw                   | derde kwart 19e eeuw                                |                    | Prinsengracht 153  | 52° 22' 42" NB, 4° 53' 13" OL | 4271   | Meer afbeeldingen                                              |
| Pakhuis met puntgevel | Gebouw                   | tweede kwart 18e eeuw                               |                    | Prinsengracht 155A | 52° 22' 42" NB, 4° 53' 13" OL | 4272   | Meer afbeeldingen                                              |
| Pand met gevel onder rechte lijst | Gebouw                   | 18e/19e eeuw                                        |                    | Prinsengracht 157  | 52° 22' 42" NB, 4° 53' 12" OL | 4273   | Meer afbeeldingen                                              |
| Zon's Hofje | Gebouw                   | 1765 (bouw) 19e eeuw (uitbr.)                       |                    | Prinsengracht 159  | 52° 22' 41" NB, 4° 53' 14" OL | 4274   | Meer afbeeldingen                                              |
| Pand met trapgevel, versierd in de trant met grote boogblokken | Gebouw                   | 1661                                                |                    | Prinsengracht 175A | 52° 22' 41" NB, 4° 53' 12" OL | 4275   | Meer afbeeldingen                                              |
| Hoekhuis met aan voor- en zijkant trapgevels, versierd in de trant met grote boogblokken                                                                                 | Gebouw                   | 1641                                                |                    | Prinsengracht 2    | 52° 22' 50" NB, 4° 53' 17" OL | 718    | Meer afbeeldingen                                              |
| Zeer smal huis met gevel, versierd in de trant met grote boogblokken onder klokvormige top                                                                               | Gebouw                   | 1655                                                |                    | Prinsengracht 4    | 52° 22' 49" NB, 4° 53' 17" OL | 4494   | Meer afbeeldingen                                              |
| Pand met halsgevel met 2 oeils-de-boeuf, festoen, gevelsteen enz | Gebouw                   | 17e/19e eeuw                                        |                    | Prinsengracht 8    | 52° 22' 49" NB, 4° 53' 16" OL | 4495   | Meer afbeeldingen                                              |
| Pand met halsgevel met oeils-de-boeuf | Woonhuis                 | derde kwart 17e eeuw                                |                    | Prinsengracht 10   | 52° 22' 49" NB, 4° 53' 16" OL | 4496   | Meer afbeeldingen                                              |
| Pand met vier vensters brede gevel onder gelobde houten top | Gebouw                   | derde kwart 18e eeuw                                |                    | Prinsengracht 14   | 52° 22' 49" NB, 4° 53' 16" OL | 4497   | Meer afbeeldingen                                              |
| Pand met klokgevel | Gebouw                   | derde kwart 18e eeuw                                |                    | Prinsengracht 18   | 52° 22' 44" NB, 4° 53' 11" OL | 4498   | Meer afbeeldingen                                              |
| Huis waarvan de gevel onder rechte lijst het karakter van het derde kwart van de 19e eeuw toont, doch sinds de restauratie een empire ruitverdeling in de vensters bezit | Gebouw                   | 17e/18e/19e eeuw                                    |                    | Prinsengracht 20   | 52° 22' 43" NB, 4° 53' 11" OL | 4499   | Meer afbeeldingen                                              |
| Huis met halsgevel | Gebouw                   | 17e/18e eeuw                                        |                    | Prinsengracht 24   | 52° 22' 43" NB, 4° 53' 11" OL | 4500   | Meer afbeeldingen                                              |
| Huis met klokgevel | Woonhuis                 | 17e (huis) 18e eeuw (gevel)                         |                    | Prinsengracht 32   | 52° 22' 43" NB, 4° 53' 10" OL | 4501   | Meer afbeeldingen                                              |
| Huis met eenvoudige klokgevel | Gebouw                   | 17e/18e eeuw                                        |                    | Prinsengracht 34   | 52° 22' 43" NB, 4° 53' 10" OL | 4502   | Meer afbeeldingen                                              |
| Huis met pilaster-halsgevel met oeils-de-boeuf en originele puibalk | Gebouw                   | 1650                                                |                    | Prinsengracht 36   | 52° 22' 43" NB, 4° 53' 10" OL | 4503   | Meer afbeeldingen                                              |
| Huis, vanwege de zandstenen onderdelen van de gevelhals | Gebouw                   | tweede kwart 18e eeuw                               |                    | Prinsengracht 52   | 52° 22' 41" NB, 4° 53' 9" OL  | 4504   | Meer afbeeldingen                                              |
| Huis met klokgevel | Gebouw                   | 17e/18e eeuw                                        |                    | Prinsengracht 54   | 52° 22' 41" NB, 4° 53' 9" OL  | 4505   | Meer afbeeldingen                                              |
| Huis met halsgevel met houten pui | Gebouw                   | 1741 18e eeuw                                       |                    | Prinsengracht 70   | 52° 22' 39" NB, 4° 53' 7" OL  | 4506   | Meer afbeeldingen                                              |
| Huis met halsgevel | Gebouw                   | 1741                                                |                    | Prinsengracht 72   | 52° 22' 39" NB, 4° 53' 7" OL  | 4507   | Meer afbeeldingen                                              |
| Huis met klokgevel | Woonhuis                 | 17e/18e/19e eeuw                                    |                    | Prinsengracht 78   | 52° 22' 39" NB, 4° 53' 7" OL  | 4508   | Meer afbeeldingen                                              |
| Huis met pilastergevel onder rollagentop | Woonhuis                 | 1658 19e eeuw                                       |                    | Prinsengracht 84A  | 52° 22' 39" NB, 4° 53' 7" OL  | 4509   | Meer afbeeldingen                                              |
| Huis met pilastergevel onder rollagentop | Gebouw                   | 17e/19e eeuw                                        |                    | Prinsengracht 86   | 52° 22' 38" NB, 4° 53' 6" OL  | 4510   | Meer afbeeldingen                                              |
| Hoekhuis met pilastergevel onder rechte lijst | Gebouw                   | 17e/19e eeuw                                        |                    | Prinsengracht 88A  | 52° 22' 38" NB, 4° 53' 6" OL  | 4511   | Meer afbeeldingen                                              |
| Pand met halsgevel met pilasters in de trant van vingboons | Gebouw                   | 1661                                                |                    | Prinsengracht 92   | 52° 22' 38" NB, 4° 53' 6" OL  | 4512   | Pand met halsgevel met pilasters in de trant van vingboons     |
| Pand met halsgevel | Gebouw                   | derde kwart 17e eeuw                                |                    | Prinsengracht 94   | 52° 22' 38" NB, 4° 53' 6" OL  | 4513   | Pand met halsgevel                                             |
| Huis met latere gevel onder rechte lijst waarop een dakkapel | Gebouw                   | 17e/19e eeuw                                        |                    | Prinsengracht 102  | 52° 22' 37" NB, 4° 53' 5" OL  | 4514   | Meer afbeeldingen                                              |
| Huis met latere gevel onder rechte lijst waarop een dakkapel in het op het voorste deel van het huis geplaatste dwarse dak                                               | Gebouw                   | 17e/19e eeuw                                        |                    | Prinsengracht 104  | 52° 22' 37" NB, 4° 53' 5" OL  | 4515   | Meer afbeeldingen                                              |
| Huis met klokgevel onder rollagen | Gebouw                   | 18e eeuw                                            |                    | Prinsengracht 106  | 52° 22' 37" NB, 4° 53' 5" OL  | 4516   | Meer afbeeldingen                                              |
| Pand met gevel onder rechte lijst met consoles | Gebouw                   | derde kwart 19e eeuw                                |                    | Prinsengracht 114  | 52° 22' 35" NB, 4° 53' 3" OL  | 4517   | Meer afbeeldingen                                              |
| Huis met klokgevel | Woonhuis                 | 1744                                                |                    | Prinsengracht 122  | 52° 22' 34" NB, 4° 53' 3" OL  | 4518   | Meer afbeeldingen                                              |
| Pand met gevel onder gesneden rechte lijst met twee consoles, waarboven een schilddakje                                                                                  | Gebouw                   | laatste kwart 18e eeuw                              |                    | Prinsengracht 124  | 52° 22' 34" NB, 4° 53' 2" OL  | 4519   | Meer afbeeldingen                                              |
| Huis met gevel onder gebeeldhouwde zandstenen verhoogde lijst met kuifstuk                                                                                               | Gebouw                   | vroeg derde kwart 18e eeuw                          |                    | Prinsengracht 126  | 52° 22' 34" NB, 4° 53' 2" OL  | 4520   | Meer afbeeldingen                                              |
| Herbouwd pand, waarvan de Louis XVI gevellijst echter bij de herbouw is vervangen door een in 19e-eeuwse vormen                                                          | Gebouw                   | laatste kwart 18e eeuw                              |                    | Prinsengracht 146  | 52° 22' 32" NB, 4° 53' 0" OL  | 4521   | Meer afbeeldingen                                              |
| Huis met klokgevel | Gebouw                   | derde kwart 18e eeuw                                |                    | Prinsengracht 148  | 52° 22' 32" NB, 4° 53' 0" OL  | 4522   | Meer afbeeldingen                                              |
| Hoekhuis met gevel met bij restauratie hierheen overgebrachte klokvormige top                                                                                            | Werk-woonhuis            | 18e eeuw                                            |                    | Prinsengracht 150  | 52° 22' 32" NB, 4° 53' 0" OL  | 350601 | Meer afbeeldingen                                              |
| Hoekhuis met puntgevel | Gebouw                   | 18e eeuw                                            |                    | Prinsengracht 154  | 52° 22' 30" NB, 4° 52' 59" OL | 503    | Meer afbeeldingen                                              |
| Huis met zware halsgevel | Gebouw                   | eerste kwart 18e eeuw                               |                    | Prinsengracht 156  | 52° 22' 30" NB, 4° 52' 59" OL | 4525   | Meer afbeeldingen                                              |
| Huis met gevel onder rechte lijst | Gebouw                   | eerste helft 19e eeuw                               |                    | Prinsengracht 158  | 52° 22' 30" NB, 4° 52' 58" OL | 4524   | Meer afbeeldingen                                              |
| Huis met gevel onder rechte lijst | Gebouw                   | 18e/19e eeuw                                        |                    | Prinsengracht 160  | 52° 22' 29" NB, 4° 52' 58" OL | 4526   | Meer afbeeldingen                                              |
| Huis met klokgevel met gesneden afdekking | Gebouw                   | 18e eeuw                                            |                    | Prinsengracht 162  | 52° 22' 29" NB, 4° 52' 58" OL | 4527   | Meer afbeeldingen                                              |
| Huis met gevel onder rechte lijst | Woonhuis                 | 17e/19e eeuw                                        |                    | Prinsengracht 164  | 52° 22' 29" NB, 4° 52' 58" OL | 4528   | Meer afbeeldingen                                              |
| Huis met gevel onder rechte lijst met triglyfen en consoles, waarboven schilddakje                                                                                       | Gebouw                   | laatste kwart 18e eeuw                              |                    | Prinsengracht 166  | 52° 22' 29" NB, 4° 52' 58" OL | 4529   | Meer afbeeldingen                                              |
| Pakhuis met puntgevel | Gebouw                   | tweede helft 17e eeuw                               |                    | Prinsengracht 168  | 52° 22' 29" NB, 4° 52' 58" OL | 4530   | Meer afbeeldingen                                              |
| Huis met gevel onder rechte lijst met rozetten | Woonhuis                 | eerste kwart 19e eeuw                               |                    | Prinsengracht 178  | 52° 22' 27" NB, 4° 52' 58" OL | 4531   | Meer afbeeldingen                                              |
| Huis met klokgevel | Woonhuis                 | 17e/18e eeuw                                        |                    | Prinsengracht 180  | 52° 22' 27" NB, 4° 52' 58" OL | 4532   | Meer afbeeldingen                                              |
| Pand met gevel onder rechte lijst met dakkapel | Gebouw                   | eerste helft 19e eeuw                               |                    | Prinsengracht 183  | 52° 22' 40" NB, 4° 53' 11" OL | 4276   | Meer afbeeldingen                                              |
| Pakhuis met gevel | Gebouw                   | ca. 1750                                            |                    | Prinsengracht 189A | 52° 22' 40" NB, 4° 53' 10" OL | 4277   | Meer afbeeldingen                                              |
| Pakhuis met puntgevel | Gebouw                   | ca. 1750                                            |                    | Prinsengracht 191A | 52° 22' 39" NB, 4° 53' 10" OL | 4278   | Meer afbeeldingen                                              |
| Pakhuis met puntgevel | Gebouw                   | ca. 1750                                            |                    | Prinsengracht 193A | 52° 22' 39" NB, 4° 53' 10" OL | 4279   | Meer afbeeldingen                                              |
| Pakhuis met puntgevel. Smeedijzeren bovenlichthek | Gebouw                   | ca. 1750                                            |                    | Prinsengracht 195  | 52° 22' 39" NB, 4° 53' 10" OL | 4280   | Meer afbeeldingen                                              |
| Pakhuis met puntgevel | Gebouw                   | 18e eeuw                                            |                    | Prinsengracht 197  | 52° 22' 39" NB, 4° 53' 10" OL | 4281   | Meer afbeeldingen                                              |
| Huis van pakhuisachtig karakter, met puntgevel waarin geblokte bedrijfspui                                                                                               | Gebouw                   | 18e eeuw                                            |                    | Prinsengracht 199  | 52° 22' 39" NB, 4° 53' 10" OL | 4282   | Meer afbeeldingen                                              |
| Pakhuis met vernieuwde puntgevel | Werk-woonhuis            | 17e/18e/19e eeuw                                    |                    | Prinsengracht 203C | 52° 22' 38" NB, 4° 53' 9" OL  | 4283   | Meer afbeeldingen                                              |
| Pakhuis met vernieuwde puntgevel | Woonhuis                 | 17e/18e/19e eeuw                                    |                    | Prinsengracht 205  | 52° 22' 38" NB, 4° 53' 9" OL  | 4284   | Meer afbeeldingen                                              |
| Pakhuis met puntgevel | Gebouw                   | tweede helft 17e eeuw                               |                    | Prinsengracht 209  | 52° 22' 38" NB, 4° 53' 9" OL  | 4285   | Meer afbeeldingen                                              |
| Pakhuis met puntgevel | Gebouw                   | laatste kwart 17e eeuw                              |                    | Prinsengracht 211A | 52° 22' 38" NB, 4° 53' 9" OL  | 4286   | Meer afbeeldingen                                              |
| Pakhuis met puntgevel | Gebouw                   | laatste kwart 17e eeuw                              |                    | Prinsengracht 213A | 52° 22' 37" NB, 4° 53' 9" OL  | 4287   | Meer afbeeldingen                                              |
| Pakhuis met puntgevel | Gebouw                   | laatste kwart 17e eeuw                              |                    | Prinsengracht 215  | 52° 22' 37" NB, 4° 53' 9" OL  | 4288   | Meer afbeeldingen                                              |
| Pakhuis met puntgevel | Gebouw                   | laatste kwart 17e eeuw                              |                    | Prinsengracht 217  | 52° 22' 37" NB, 4° 53' 9" OL  | 4289   | Meer afbeeldingen                                              |
| Pand vanwege het fronton waarin een schip, overblijfsel van het uitdelingshuisje                                                                                         | Gebouw                   | 1649                                                |                    | Prinsengracht 235  | 52° 22' 36" NB, 4° 53' 7" OL  | 4290   | Meer afbeeldingen                                              |
| Pakhuis met puntgevel | Gebouw                   | tweede helft 17e eeuw                               |                    | Prinsengracht 247  | 52° 22' 32" NB, 4° 53' 4" OL  | 4291   | Pakhuis met puntgevel                                          |
| Pand met gevel onder rechte lijst | Gebouw                   | 18e eeuw (onderste helft) 19e eeuw (bovenste helft) |                    | Prinsengracht 251  | 52° 22' 32" NB, 4° 53' 4" OL  | 4292   | Pand met gevel onder rechte lijst                              |
| Pand met gevel onder rechte lijst | Gebouw                   | eerste helft 19e eeuw                               |                    | Prinsengracht 253  | 52° 22' 32" NB, 4° 53' 3" OL  | 4293   | Pand met gevel onder rechte lijst                              |
| Huis, vanwege de zandstenen afdekkingen van de klokvormige top | Gebouw                   | derde kwart 18e eeuw                                |                    | Prinsengracht 255  | 52° 22' 32" NB, 4° 53' 3" OL  | 4294   | Huis, vanwege de zandstenen afdekkingen van de klokvormige top |
| Pakhuis met puntgevel | Woonhuis                 | 17e of 18e eeuw                                     |                    | Prinsengracht 261  | 52° 22' 31" NB, 4° 53' 3" OL  | 4295   | Pakhuis met puntgevel                                          |
| Anne Frank Huis | Gebouw                   | 1635                                                |                    | Prinsengracht 263  | 52° 22' 31" NB, 4° 53' 3" OL  | 4296   | Meer afbeeldingen                                              |
| Huis met gevel onder rechte lijst | Gebouw                   | 1635                                                |                    | Prinsengracht 265  | 52° 22' 31" NB, 4° 53' 3" OL  | 4297   | Huis met gevel onder rechte lijst                              |
| Westerkerk | Kerk en kerkonderdeel    | tussen 1620 en 1631                                 | Hendrick de Keyser | Prinsengracht 277B | 52° 22' 28" NB, 4° 53' 1" OL  | 4298   | Meer afbeeldingen                                              |
| Kosterswoning | Gebouw                   |                                                     |                    | Prinsengracht 281  | 52° 22' 28" NB, 4° 53' 1" OL  | 4299   | Kosterswoning                                                  |